# ريتشارد آرثر
ريتشارد آرثر (بالإنجليزية: Richard Arthur)‏ هو طبيب وسياسي أسترالي، ولد في 25 أكتوبر 1865 في ألدرشوت في المملكة المتحدة، وتوفي في 21 مايو 1932 في أستراليا. حزبياً، نشط في حزب التجارة الحرة. وقد انتخب عضو الجمعية التشريعية نيو ساوث ويلز.